# Plocama yemenensis
Plocama yemenensis är en måreväxtart som först beskrevs av Mats Thulin, och fick sitt nu gällande namn av Maria Backlund och Mats Thulin. Plocama yemenensis ingår i släktet Plocama och familjen måreväxter. Inga underarter finns listade i Catalogue of Life.